# Harry Warner
Harold Morris Warner detto Harry - nato Hirsch Moses Wonsal - (Krasnosielc, 12 dicembre 1881 – Los Angeles, 27 luglio 1958) è stato un produttore cinematografico statunitense, di origini polacche, fondatore coi fratelli Albert, Sam e Jack della  Warner Bros. Studios.
È stato uno dei 36 membri fondatori dell'Academy of Motion Picture Arts and Sciences (AMPAS) che nasce nel 1927, un'organizzazione per il miglioramento e la promozione mondiale del cinema. L'accademia, nel 1929, creò il Premio Oscar.
Un centro a lui intitolato - lo Warner Center - sorge nel sobborgo di Woodland Hills (Los Angeles), in cui il magnate del cinema acquistò del terreno per costruirvi un ranch.